# Samuel Zayas
Samuel Zayas (Santo Domingo, 16 de febrero de 1987) es un futbolista dominicano. Juega de extremo izquierdo y su actual equipo es el FC Solothurn de la 1. Liga. 

## Clubes
| Club                  | País                 | Año           |
| --------------------- | -------------------- | ------------- |
| F. C. Solothurn       | Suiza                | 2005 - 2006   |
| S. C. Derendingen     | Suiza                | 2007 - 2008   |
| F. C. Grenchen        | Suiza                | 2008          |
| F. C. Luterbach       | Suiza                | 2009 - 2011   |
| F. C. Herzogenbuchsee | Suiza                | 2011 – 2012   |
| F. C. Grenchen        | Suiza                | 2012 – 2014   |
| F. C. Breitenrain     | Suiza                | 2015          |
| Cibao F. C.           | República Dominicana | 2015          |
| F. C. Solothurn       | Suiza                | 2016-presente |